# Antípatre de Tir (segle II aC)
Antípatre de Tir   () (grec antic: Ἀντίπατρος, llatí: Antipater) fou un filòsof estoic grec contemporani de Cató el Jove, de qui Plutarc diu que eren amics de joventut. Sembla el mateix filòsof contemporani a Estrabó (XVI, 2.24), però, en canvi, cal no confondre'l amb Antípatre de Tir, el seu homònim, que va viure a la segona meitat del segle i aC.